# Androtrichum
Androtrichum es un género de plantas herbáceas de la familia de las ciperáceas.   Comprende 7 especies descritas y de estas, solo 2 aceptadas.

## Taxonomía
El género fue descrito por (Brongn.) Brongn. y publicado en Voyage Autour du Monde 177. 1834. La especie tipo es:  Androtrichum polycephalum (Brongn.) Kunth. 

## Especies aceptadas
A continuación se brinda un listado de las especies del género Androtrichum aceptadas hasta febrero de 2014, ordenadas alfabéticamente. Para cada una se indica el nombre binomial seguido del autor, abreviado según las convenciones y usos.
- Androtrichum giganteum (Kunth) H.Pfeiff.
- Androtrichum trigynum (Spreng.) H.Pfeiff.